# Stereodon brachycarpus
Stereodon brachycarpus là một loài Rêu trong họ Hypnaceae. Loài này được (Hampe) Mitt. mô tả khoa học đầu tiên năm 1859.